# Tokutomi Sohō

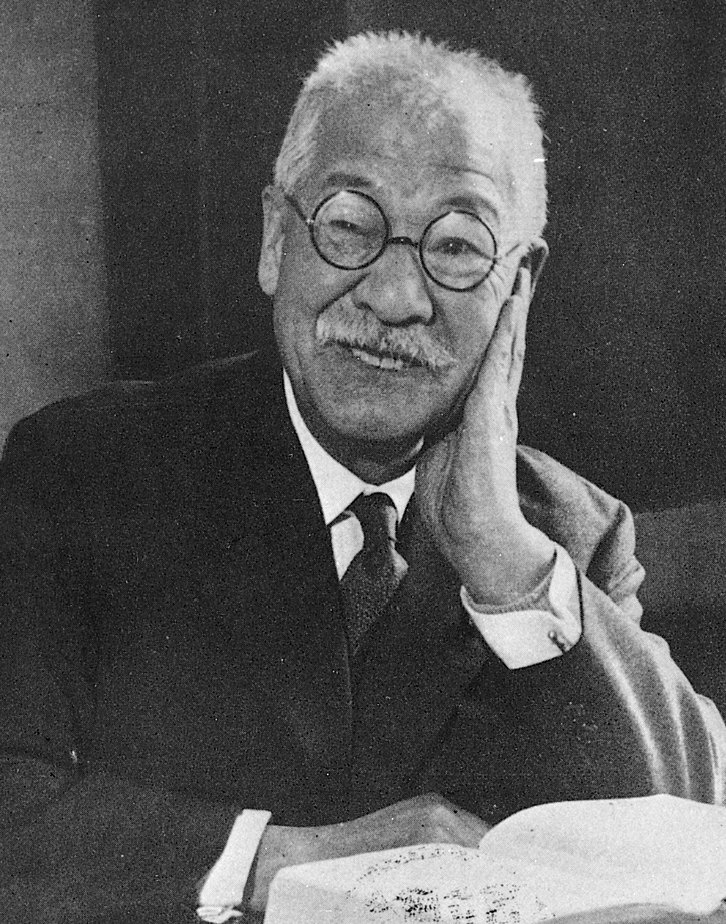
Tokutomi Sohō

Tokutomi Sohō (japanisch 徳富 蘇峰, Geburtsname Tokutomi Iichiro (徳富 猪一郎); * 14. März 1863 in Minamata; † 2. November 1957 ebenda) war ein japanischer Historiker, Kritiker und Journalist.

## Leben und Wirken
Tokutomi Sohō war ein Schüler von Niijima Jō. 1887 gründete er die Verlagsgruppe „Min'yūsha“ (民友社), „Gesellschaft der Freunde des Volkes“. Die wöchentlich erscheinende Zeitschrift „Kokumin no tomo“ (国民の友) – „Freunde des Volkes“ – und die ab 1890 erscheinende Tageszeitung „Kokumin Shimbun“ (国民新聞) gaben seine Sicht auf die Gesellschaft wieder: Ablehnung mancher Aspekte der traditionellen japanischen Gesellschaft, Unterstützung eines parlamentarischen Systems westlicher Prägung, Pazifismus sowie Internationalismus. Von 1892 bis 1898 erschien „Katei zasshi“ (家庭雑誌) – „Journal für zu Hause“ und die englische Ausgabe der Kokumin no tomo, „The Far East“ von 1896 bis 1898.
Nach dem Sino-japanischen Krieg 1894/95 wurden Tokutomis Ansichten konservativer, wobei er engen Kontakt zu Katsura Tarō pflegte. Die Popularität seiner Verlagsprodukte nahm jedoch ab: 1898 musste er „Freunde des Volkes“ einstellen. – Die Zeitung Kokumin Shimbun setzte sich nun für die japanische Expansion ein und unterstützte die Ansichten des Generals Yamagata Aritomo und die seiner Anhänger. Aber auch die Zeitung verlor an Einfluss und stellte 1929 ihr Erscheinen ein.
Im Jahr 1911 wurde Tokutomi vom Tennō zum Mitglied des Kizokuin ernannt. 1943 wurde er mit dem Kulturorden ausgezeichnet. Nach Ende des Pazifikkriegs wurde er wegen seiner Unterstützung der Regierung angeklagt, aus gesundheitlichen Gründen Dezember 1945 bis August 1947 unter Arrest gestellt. 1946 gab er den Kulturorden zurück. 　
Tokutomi Sohō gilt als einer der bedeutendsten Denker der Meiji-Periode. Zwischen 1918 und 1952 verfasste er die hundertbändige „Kinsei Nihon Kokumin-shi“(近世日本国民史), also die „Geschichte Japans der Gegenwart“. Er war der ältere Bruder des Schriftstellers Tokutomi Roka.